# 天使行動
《天使行動》（英語：Angel）是1987年香港警匪動作片，由胡珊導演、編劇及監製，梁小熊任武術指導，西城秀樹、李賽鳳、呂少玲、大島由加利和方中信主演。
這是日本歌手西城秀樹生前參演的唯一一齣香港電影，同時是李賽鳳首齣動作片，由於題材新鮮，後發展成系列電影，翌年拍攝了《天使行動II火鳳狂龍》和1988年的 《天使行動3魔女末日》。

## 角色
- 西城秀樹
- 呂少玲
- 李賽鳳
- 大島由加利
- 方中信
- 姜大衛
- 黃正利
- 楊群

## 外部連結
- 香港影庫上《天使行動》的資料（繁體中文）
- 豆瓣电影上《天使行動》的資料 （简体中文）
- 互联网电影数据库（IMDb）上《天使行動》的资料（英文）
- Box Office Mojo上《天使行動》的资料（英文）
- AllMovie上《天使行動》的资料（英文）